# Panupong Phuakphralap
Panupong Phuakphralap (thailändisch ภานุพงศ์ พวกพระลับ, * 9. Oktober 2002), auch als Oak bekannt, ist ein thailändischer Fußballspieler.

## Karriere
Panupong Phuakphralap erlernte das Fußballspielen in der Jugendmannschaft des UD Nonghan FC. Seit 2021 steht er beim Zweitligisten Lampang FC unter Vertrag. Sein Zweitligadebüt für den Verein aus Lampang gab Panupong Puakpralab am 4. September 2021 (1. Spieltag) im Heimspiel gegen den Zweitligaaufsteiger Muangkan United FC. Hier stand er in der Startelf und wurde in der 56. Minute gegen den Iraner Selwan Al Jaberi ausgewechselt. Das Spiel endete 1:1. Am Ende der Saison belegte er mit Lampang den vierten Tabellenplatz und qualifizierte sich für die Aufstiegsspiele zur ersten Liga. Hier konnte man sich durchsetzen und stieg in die erste Liga auf. Nach dem Aufstieg wechselte er die Hinrunde 2022/23 zum Drittligisten Udon United FC. Mit dem Verein aus Udon Thani spielte er zehnmal in der North/Eastern Region der Liga. Im Januar 2023 nahm ihn der Erstligist Nongbua Pitchaya FC aus Nong Bua Lamphu unter Vertrag. Am Ende der Saison 2022/23 musste er mit Nongbua als Tabellenvorletzter den Weg in die Zweitklassigkeit antreten. Am Ende der Saison 2023/24 wurde er mit dem Klub Vizemeister und stieg direkt wieder in die erste Liga auf. Mit dem U23-Team von Nongbua nahm er 2024 an der U23-Meisterschaft teil. Am Ende der Saison feierte er mit der U23 die Meisterschaft. Zur Rückrunde 2024/25 wechselte er zum Viertligisten Udon Banjan United FC. Mit dem Verein aus der Provinz Udon Thani wurde er am Ende der Saison Meister der North/Eastern Region und stieg somit in die dritte Liga auf. Nach der Ausleihe kehrte er im Sommer 2025 nach Nongua zurück.

## Erfolge
Nongbua Pitchaya FC
- Thailändischer Zweitligameister: 2023/24  ▲

Nongbua Pitchaya FC U23
- Thailändischer U23-Meister: 2024

Udon Banjan United FC
- Thailand Semi-Pro League (North/East): 2025  ▲